# Municipio de East Bloomington
El municipio de East Bloomington (en inglés, East Bloomington Township) es un municipio del condado de Franklin, Nebraska, Estados Unidos. Tiene una población estimada, a mediados de 2022, de 247 habitantes.

## Geografía
Está ubicado en las coordenadas 40°5′26″N 99°0′32″O / 40.09056, -99.00889. Según la Oficina del Censo de los Estados Unidos, tiene una superficie total de 186.09 km², de la cual 186.03 km² corresponden a tierra firme y 0.06 km² están cubiertos de agua.

## Demografía
Según el censo de 2020, en ese momento había 245 personas residiendo en la zona. La densidad de población era de 6.69 hab./km². El 96.33 % de los habitantes eran blancos, el 0.41 % era afroamericano, el 0.41 % era amerindio, el 0.41 % era de otra raza y el 2.45 % eran de una mezcla de razas.